# Bundesstraße 328
Pour les articles homonymes, voir Route 328.
La Bundesstraße 328 est une Bundesstraße dans le Land de Bade-Wurtemberg. Elle est la voie de desserte existante entre la Bundesstraße 14 près de Backnang et la jonction de la Bundesautobahn 81 à Mundelsheim, qui est empruntée par 33 000 véhicules chaque jour. Avant le 1er avril 2023, cet itinéraire était la partie orientale de la Landesstraße 1115 dans le Bade-Wurtemberg.

## Géographie
La route de desserte sur la partie orientale de la L1115 ne traverse aucun village sur sa longueur d'environ 15 km, seuls Großaspach et Großbottwar sont concernés par des routes de contournement, ainsi que Karlshof. Plusieurs passages à feux ralentissent la circulation, car un agrandissement sans passage est toujours en attente.
Elle commence à l'ouest de Backnang à la jonction dite de Krähenbach avec la B 14, qui doit être étendue à quatre voies d'ici là (pour la sortie de Backnang-Ouest). La ville de Großaspach est contournée par l'ouest, certains carrefours routiers locaux sont depuis fermés, les croisements K1831 et les Kreisstraße 1833 et 1830 y passent également. La Kreisstraße 1904 ne fait que relier la L1115 et se termine à la Landesstraße 1124 vers Marbach am Neckar, qui à son tour se termine dans la L1115. Après Karlshof, la L1118 mène à Kleinaspach, venant de là plus à l'ouest la K1607 à Rielingshausen traverse la jonction dite de Hardtwald avec la route de desserte.
La limite entre l'arrondissement de Rems-Murr et l'arrondissement de Louisbourg est marquée par la lisière de la forêt de Hardtwald, de larges bandes furent défrichées dans la forêt de part et d'autre de la route pour réduire les risques de croisements de gibier. Dans un vallon, la K1608 bifurque à l'ouest au croisement de la maison forestière, à l'est se trouve un parking apprécié des randonneurs.
Depuis fin 2021, il existe également une voie de virage à gauche sur la "Kleinaspacher Straße". Le village de Großbottwar est contournée à l'ouest, en traversant le Bottwar et la L1100, à partir de laquelle s'ouvre une branche venant de l'ouest.

## Histoire
Le tracé de la B328 n'a rien à voir avec l'ancienne Reichsstraße 328 (R 328), mise en place par le Troisième Reich après la campagne de l'Ouest en 1940 dans le CdZ-Gebiet Lothringen, alors sous administration civile allemande, entre Sarreguemines dans une direction sud-ouest jusqu'à la frontière française sous administration militaire près de Nancy.
La route, qui bifurque de la B 14 à l'ouest de Backnang au croisement dit de Krähenbach, sert de voie de desserte à la sortie de l'A 81 à Mundelsheim. L'expansion prévue est politiquement controversée, car les communes voisines d'Aspach et de Großbottwar craignent une augmentation du trafic si elle peut être utilisé en conjonction avec la B 14 comme un contournement nord-est spacieux et gratuit de Stuttgart, soi-disant "Grand anneau nord-est de Stuttgart". De plus, les véhicules agricoles ne pouvaient plus rouler sur le tracé élargi.
Le ministère des Transports du Bade-Wurtemberg annonce en mars 2013 que la L 1115 serait étendu à quatre voies et mis à niveau vers la B 29. À l'avenir, la B 29 devrait circuler entre Waiblingen et Backnang-Ouest sur un itinéraire commun avec la B 14. Ces plans sont depuis abandonnés. Le 3 janvier 2019, le gouvernement fédéral confirme que l'ancienne Landesstraße 1115 serait probablement transformée en Bundesstraße en 2019, mais cela se produit à la mi-2021. En 2020, un tronçon de la Bundesstraße 313 prolongée est commun avec le tracé de la B 14 entre Stuttgart et Backnang, quand la bretelle d'accès à Mundelsheim est élargie.
La Fernstraßen-Bundesamt, basée à Leipzig, qui ne commencé ses travaux qu'en janvier 2021, manque à l'été 2021 en raison d'une faute d'orthographe d'informer par courrier le ministre des Transports du Bade-Wurtemberg, Winfried Hermann (Verts), de la modernisation de la route de desserte Backnang-Mundelsheim. La B29 étant destinée à une route périphérique nord-est près de Stuttgart, le choix se porte sur le numéro 328, pas encore été attribué, afin d'éviter toute confusion, selon le secrétaire d'État aux Transports Steffen Bilger (CDU).
En échange de la mise à niveau, des tronçons de la Bundesstraße 312 à Filderstadt (tronçon de l'A8 ou de l'aéroport par Bernhausen à Bonlanden) et de la Bundesstraße 297 (tronçon de l'A8 près de Kirchheim/Teck-West par Nürtingen jusqu'à la B 313) sont déclassés en Landesstraße.
Le Land devant remettre la route en bon état, la partie orientale de la route de desserte (Hardtwaldkreuzung-Backnang) est entièrement rénovée pendant les vacances d'été 2021, pour lesquelles des détours autour de Großaspach sont mis en place.